# Cathie Wood
Catherine Duddy Wood (født 26. november, 1955) er en amerikansk investor og grundlægger, CEO og CIO i Ark Invest, der er et firma inden for investment management.
Wood bor i Wilton, Connecticut. Hun er skilt fra Robert Wood, der døde i 2018. Hun har tre børn.